# Manu Tuilagi
Manu Tuilagi (ur. 18 maja 1991 w Fatausi w Samoa Zachodnim) – samoański rugbysta występującym na pozycji środkowego ataku. Reprezentant Anglii, dwukrotny uczestnik i srebrny medalista pucharu świata.

## Tło rodzinne
Manu jest najmłodszym z siedmiu braci, spośród których tylko trzeci z kolei Olotuli, nie grał w rugby w barwach Leicester Tigers. Bracia Fereti „Freddie”, Enele „Henry”, Alesana „Alex”, Anitele „Andy” oraz Vavae wszyscy byli reprezentantami Samoa.
Najmłodszy z rodzeństwa urodził się niedługo po tym, jak najstarszy brat Freddie trafił do drużyny narodowej, w związku z czym otrzymał imię Manusamoa, które jest jednocześnie przydomkiem samoańskiej reprezentacji (Manu Samoa).
Manu wraz z matką w 2004 roku przyleciał do Wielkiej Brytanii (do Cardiff, gdzie grał Freddie) dzięki sześciomiesięcznej wizie turystycznej. W 2009 roku Manu, jako nielegalny imigrant, miał zostać deportowany do Samoa, jednak dzięki wsparciu klubu i angielskiej federacji w lipcu 2010 roku otrzymał zgodę na pobyt stały w Wielkiej Brytanii.

## Kariera klubowa
Na poziomie juniorskim Manu występował już na początku swojego pobytu w Wielkiej Brytanii w jednym z walijskich klubów. Po przenosinach do Leicester grał w Hinckley R.F.C. wśród 14- i 16-latków. Z drużyną do lat 16 zdobył puchar hrabstwa Leicestershire. Uczył się w John Cleveland College w Hinckley. Ze szkolną drużyną trzy razy z rzędu zdobył puchar hrabstwa, a w 2008 roku przegrał z Langley Park School for Boys w krajowym finale U-15 (Daily Mail Vase) rozgrywanym na Twickenham Stadium. Kiedy ponownie wystąpił na Twickersie, tym razem w kategorii do lat 18, zdobył przyłożenie, a jego drużyna wygrała z Hampton School. 
W 2009 roku w barwach Leicester Tigers grał podczas Middlesex Sevens, a także w towarzyskim meczu, kiedy to drużyna Tygrysów pokonała na własnym stadionie reprezentację Południowej Afryki.
Po zapewnieniu sobie prawa pobytu w Wielkiej Brytanii i pozwolenia na pracę zawodową, Tuilagi mógł podpisać profesjonalny kontrakt z Tigers. W swoim debiutanckim sezonie 2010/2011 zdobył dla drużyny z Leicesteru osiem przyłożeń (pierwsze przeciw Leeds we wrześniu 2010 roku), jednak nie wystąpił w meczu finałowym. Było to związane z dziesięciotygodniowym (skróconym później o połowę) zawieszeniem, które zostało nałożone na Tuilagi po tym, jak w półfinale z Northampton Saints uderzył pięścią w twarz Chrisa Ashtona. Osłabiona brakiem swojego przebojowego zawodnika drużyna Tygrysów przegrała w finale na Twickenham z Saracens.
W kolejnym sezonie z klubem z Leicester dotarł aż do finału, gdzie jednak Tigers ulegli Harlequins  30–23.

## Kariera reprezentacyjna
Ze względu na trwający ponad 36 miesięcy pobyt w Anglii, zgodnie z regułami IRB najmłodszy z braci Tuilagi mógł wybierać pomiędzy reprezentacjami Samoa i Anglii. Ostatecznie wraz z rodziną zadecydował, że z uwagi na wpływ, jaki Anglia miała w wychowanie i ukształtowanie młodego zawodnika, będzie występował w drużynie Czerwonej Róży. Tuilagi grę dla Anglii zaczynał w reprezentacjach do lat 16 i 18. W 2010 roku trafił do reprezentacji U-20, zaś 29 stycznia 2011 wystąpił po raz pierwszy w drugiej reprezentacji Anglii (England Saxons) w spotkaniu z Włochami A. Swój występ na stadionie Sixways pochodzący z Samoa zawodnik zaznaczył zdobytym przyłożeniem.
W czerwcu tego samego roku znalazł się w 45-osobowej grupie przygotowującej się do Pucharu Świata w Nowej Zelandii. W seniorskiej drużynie zadebiutował 6 sierpnia 2011 roku w wygranym meczu z Walią – po raz kolejny zdobył też przyłożenie w swoim pierwszym występie. Ostatecznie Tuilagi znalazł się w wąskiej kadrze na nowozelandzki turniej.
W dniu pierwszego meczu na Pucharze Świata liczył sobie 20 lat i 150 dni, co uczyniło go najmłodszym reprezentantem Anglii na imprezie tej rangi (rekord Jonny’ego Wilkinsona z 1999 roku pobił o 15 dni). Podczas turnieju był wyróżniającym się graczem, co udokumentował dwoma przyłożeniami, z Gruzją i Rumunią. We wszystkich meczach Anglików wystąpił w podstawowym składzie na pozycji zawnętrznego środkowego ataku (pozycja nr 13). Pomimo dobrej postawy Manu, drużyna Czerwonej Róży pożegnała się z turniejem już w ćwierćfinale.
Dzień po odpadnięciu z Pucharu Świata, Manu wyskoczył z promu pasażerskiego w Auckland, po czym dopłynął do nabrzeża. Za to wykroczenie został ukarany przez nowozelandzką policję grzywną w wysokości 3 000 funtów.
Po zakończeniu turnieju, Tuilagi doznał złamania kości jarzmowej, przez co ominęły go dwa pierwsze mecze Pucharu Sześciu Narodów 2012. Po kontuzji wystąpił m.in. na Stade de France w meczu z Francją. Tuilagi po raz kolejny przyczynił się do zwycięstwa Anglii, gdyż mecz zakończył się dwupunktowym zwycięstwem gości, a pochodzący z Samoa zawodnik zdobył otwierające wynik przyłożenie. Jesienią tego samego roku, w czteromeczowej serii (z Fidżi, Wallabies, Springboks oraz All Blacks) zdobył cztery przyłożenia. W ostatnim z wymienionych spotkań (które Anglicy wygrali 38–21), oprócz przyłożenia zaliczył także dwa ostatnie podania.
W 2019 roku brał udział w Pucharze Świata, podczas którego reprezentacja Anglii dotarła do finału. W nim jednak 12:32 uległa Południowej Afryce.

## Wyróżnienia
- Młody Zawodnik Leicester Tigers w sezonie 2010/2011[12]
- Odkrycie sezonu 2010/2011[2]
- Młody Zawodnik Roku według Stowarzyszenia Rugbystów (Rugby Players' Association) za sezon 2010/2011[2] (otrzymał ponad 60% głosów)[12]